# Alhambra Valley
Alhambra Valley es un lugar designado por el censo ubicado en el condado de Contra Costa en el estado estadounidense de California. En el año 2010 tenía una población de 924 habitantes.

## Geografía
Alhambra Valley se encuentra ubicado en las coordenadas 37°58′7″N 122°8′11″O / 37.96861, -122.13639.